# المسيا ناسوشن
المسيا ناسوشن هو لاعب كرة قدم إندونيسي في مركز الوسط، ولد في 11 يونيو 1981 في إندونيسيا. لعب مع بي إس إم إس ميدان ونادي سريويجايا.

## وصلات خارجية
- المسيا ناسوشن على موقع Soccerway.com (الإنجليزية)